# Nasoona silvestris
Nasoona silvestris là một loài nhện trong họ Linyphiidae.
Loài này thuộc chi Nasoona. Nasoona silvestris được Alfred Frank Millidge miêu tả năm 1995.